# 多菌靈
多菌靈（英語：Carbendazim）是一種廣泛使用的廣譜苯並咪唑類殺菌劑，也是苯菌靈的代謝產物。它常用於為穀物或水果殺菌，也用在球場或康樂設施驱除蚯蚓（防止到处排粪影响美观）。一些国家禁止此物用于食品作物，仅限后者使用。
多菌靈常用於為穀物、柑橘属、蕉、草莓、鳳梨或梨果等水果的殺真菌過程。多菌靈的4.7%氫氯化物水溶液可用於治療荷蘭榆樹病。
在澳大利亚的昆士蘭，有關種植澳大利亚坚果時能否使用多菌靈有爭議，因為有研究利用實驗室動物作實驗，發現高劑量的多菌靈會破壞動物的睪丸，引致不育。現時的解決方法是限制它的最高殘留量（MRLs）：在歐盟，一般新鮮水果的最高殘留量為0.1至0.7 mg/kg，但枇杷則可放寬至2 mg/kg。對於經常食用的柑橘類或梨果類水果，最高殘留量更為嚴格，只能在0.1到0.2 mg/kg之間。

## 外部連結
- International Chemical Safety Card （页面存档备份，存于）